# Purmerkerk

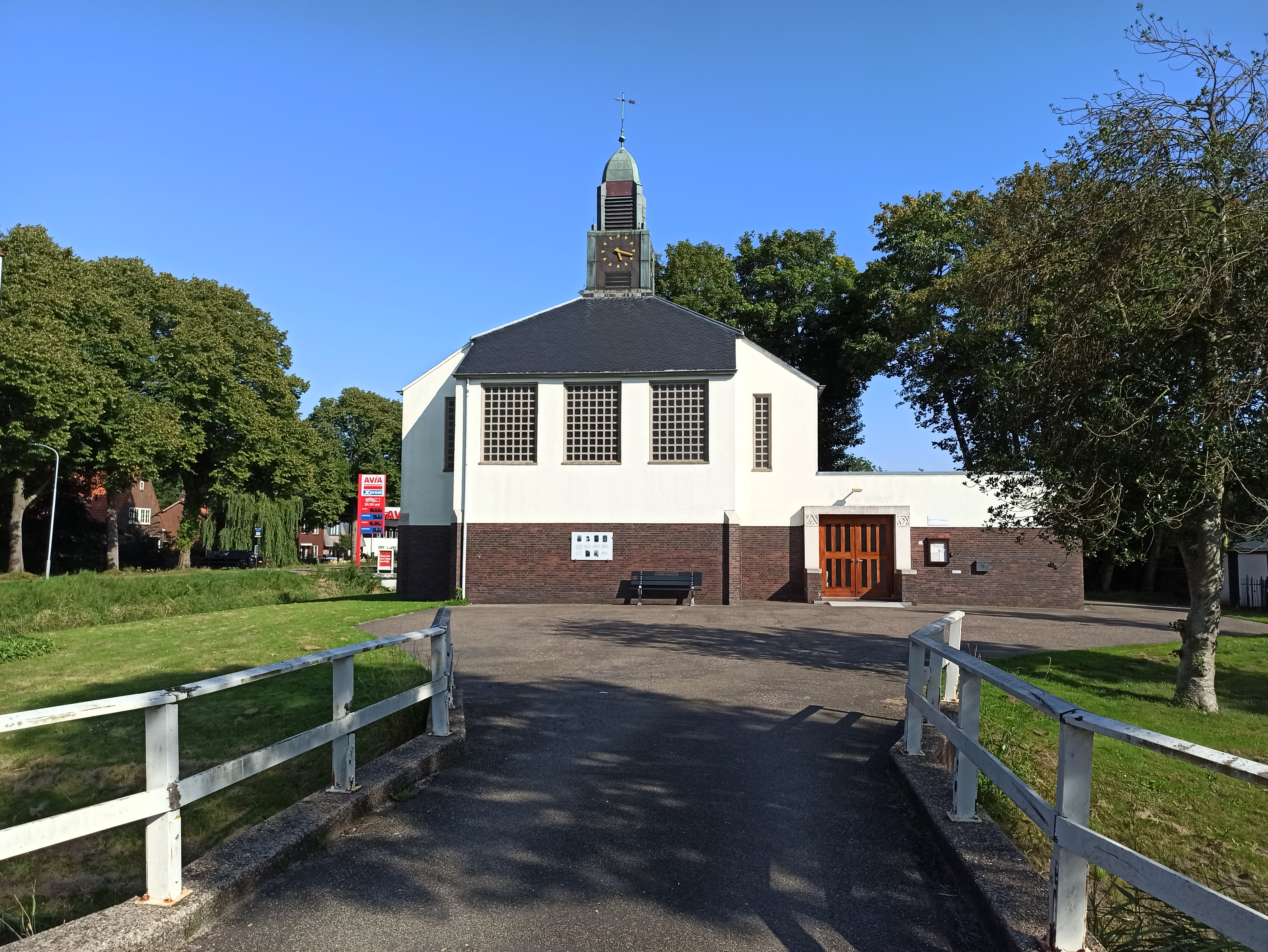
De Purmerkerk

De Purmerkerk is een kerk in de Purmerpolder, in de gemeente Purmerend, in de Nederlandse provincie Noord-Holland. Het is een Nederlands Hervormde kerk. De kerk staat in het dorp annex buurtschap Purmerbuurt.
De oude Purmerkerk werd gebouwd in 1864/1865 waarbij de kerk in Sloten als voorbeeld werd genomen. De bouw kostte bijna 29.000 gulden. Op 22 juni 1959 brandde de kerk af en stortte het grootste gedeelte van de kerk in. Er werd besloten de nog overeind staande muren en de overgebleven resten van de toren te slopen.
De huidige Purmerkerk is een in 1960/1961 gebouwde kerk als vervanging voor de in 1959 afgebrande Purmerkerk. De architect was Berend Tobia Boeyinga. Het gebouw is in de vorm van een Grieks kruis gebouwd en heeft uitsparingen in de kubusvormen. De onderkant van de kerk bestaat uit rode bakstenen en de bovenkant is wit gepleisterd. Op de linkerkant van het gebouw is het Christusmonogram afgebeeld, een X (de Griekse letter Chi) en een P (de Griekse letter Rho), dat ook boven de kansel te vinden is. De kleine toren boven op de kerk is met koper beslagen. Aan de binnenkant is het dak blauw-wit geschilderd. De kerk heeft een eikenhouten interieur. Verder is er een nevengebouw aan de kerk gebouwd waarin zich onder andere een keuken bevindt.

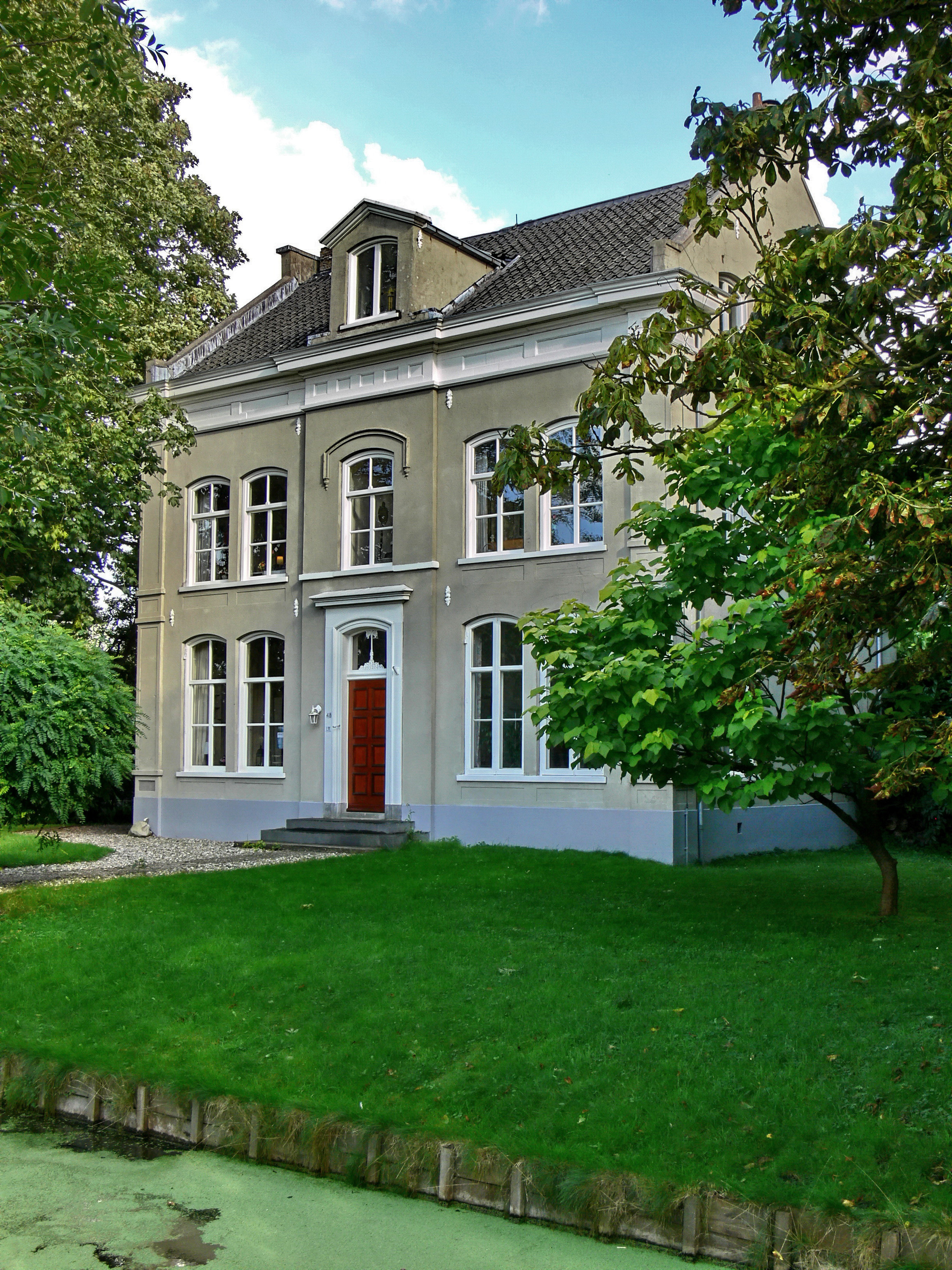
Pastorie

Naast de kerk staat de pastorie die de brand van 1959 heeft overleefd. Sinds 1865 wonen hier predikanten. Eerst van de oude (afgebrande) Purmerkerk en later van de huidige Purmerkerk. 

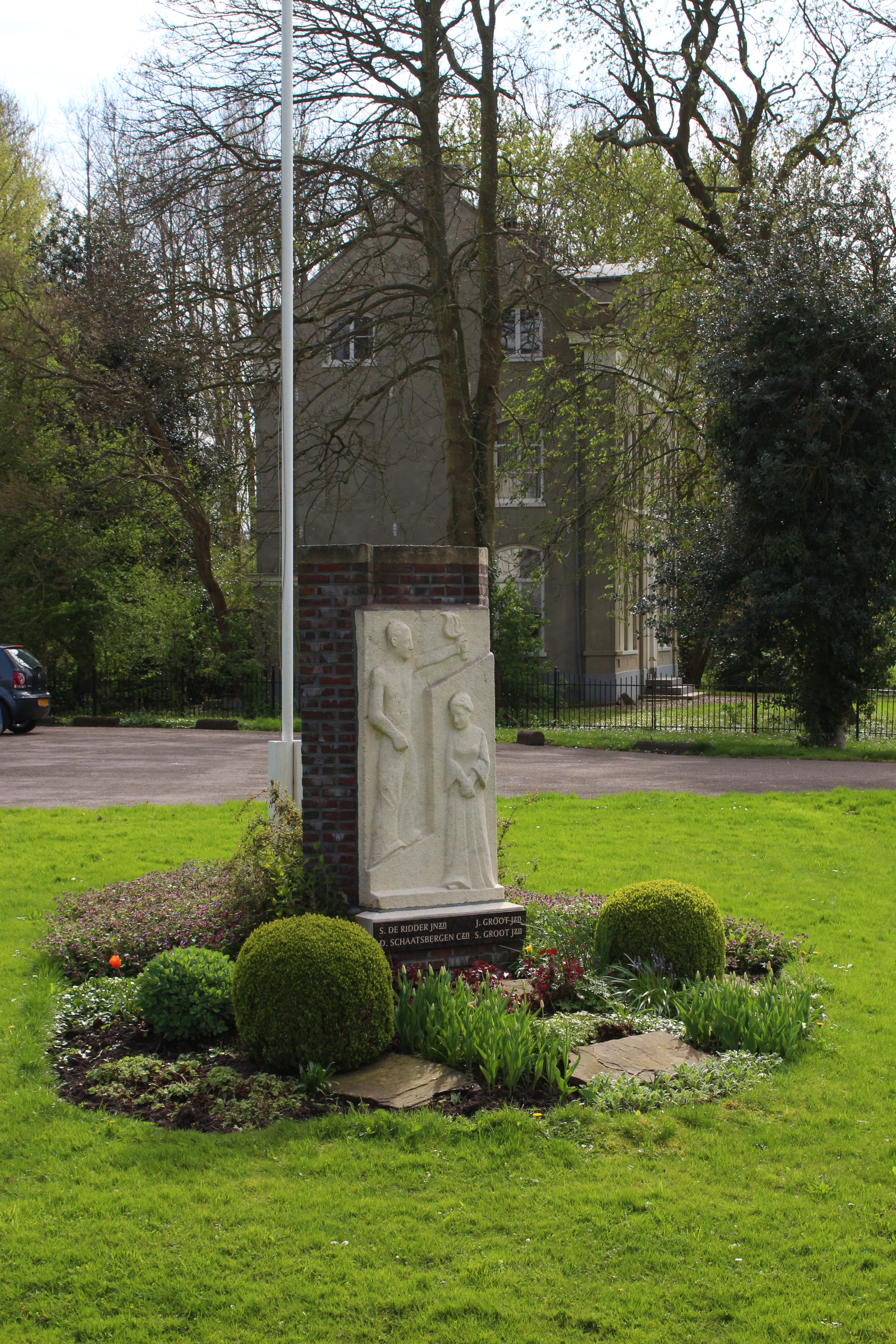
Monument

Ook is er een monument voor de kerk, dat na de oorlog door het kerkbestuur samen met de organisatie Purmerbelang is opgericht voor slachtoffers van de Tweede Wereldoorlog. Op 4 mei worden er kransen gelegd en een kleine dienst gehouden.